# GBU-12鋪路二式雷射導引炸彈

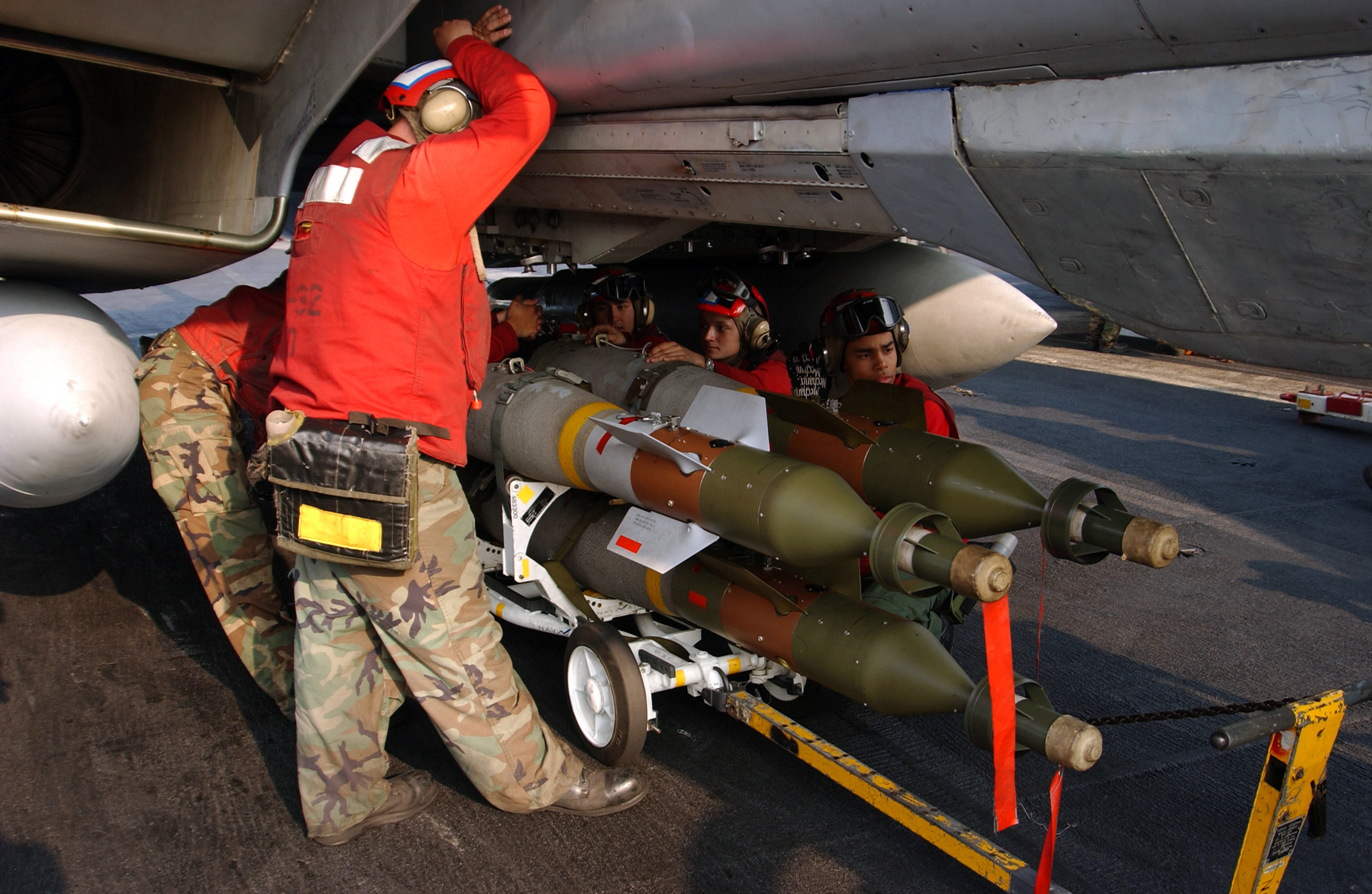
美國海軍人員將GBU-12裝載至F-14戰機上

GBU-12「鋪路二式」雷射導引炸彈 是一款美國空用雷射導引炸彈，基於Mk 82 500磅（230）通用炸彈改良，加裝了機頭雷射導引器與控制鰭片。作為鋪路者系列武器的一員，鋪路者 II約於1976年服役，目前仍為美國空軍、美國海軍、美國海軍陸戰隊及其他多國空軍所採用。

## 發展與部署
GBU-12 的發展可追溯至越南戰爭期間。美國空軍希望擁有更多型號的雷射導引炸彈，特別是體積較小、機動性更強以打擊如胡志明小道等目標的武器。 早期的導引炸彈如BOLT-117很快就被鋪路者系列所取代。
GBU-12自1976年服役，由洛克希德·馬丁與雷神公司生產。雷神公司是在自德州儀器取得該產品線後開始製造，洛克希德·馬丁則在生產中斷與轉移期間獲得合同與雷神競爭。鋪路者 II 主要指導引套件，而非炸彈本身。
2017年12月，洛克希德·馬丁獲得美國空軍價值2,200萬美元的合同，交付GBU-12用尾段與雷射導引套件，預計於2019年第四季交付。
GBU-12曾在波斯灣戰爭中大規模使用，例如F-111戰機就以GBU-12摧毀了920輛伊拉克坦克與裝甲車。由於通用性高，可掛載於多種機型，包括F-111、B-52、A-10、F-15E、F/A-18、B-1B、F-16C/D、F-35（GBU-49亦屬同類）。

### 導引系統
美國國防部已將GBU-12升級為可使用GPS導引的版本。 洛克希德·馬丁為美國海軍該版本的唯一供應商，雷神公司則將升級版GBU-12銷往美國政府及23個國家。
雷射導引炸彈常被稱為「智慧炸彈」，因為其可根據雷射標定目標而非按彈道飛行。根據雷神公司數據，99發導引炸彈的圓周誤差（CEP）為3.6英尺（1.1），而99發無導引炸彈在相同條件下的CEP為310英尺（94）。
鋪路者 II 採用所謂「Bang–bang控制」導引，即當炸彈接收到偏移信號時，其鰭片會全幅偏轉，過度修正後再反向修正，形成正弦波型飛行路徑。此導引方式雖效率較低，但電子系統較簡單、成本亦較低。

## 使用國
- 伊朗
- 伊拉克
- 法國
- 羅馬尼亞
- 菲律賓
- 新加坡
- 斯洛伐克[8]
- 土耳其
- 美国

## 外部連結
- 雷神公司Paveway官方頁面（已封存）
- 洛克希德·馬丁Paveway產品頁面